# Rušník obilní
Rušník obilní (Trogoderma granarium) pochází z jižní Asie a je jedním z nejničivějších světových škůdců obilných produktů a semen. Je považován za jeden ze 100 nejhorších invazních druhů světa.
Šíření tohoto hmyzu je obtížné kontrolovat kvůli jeho schopnosti přežít dlouhou dobu bez potravy, preferenci suchých podmínek a odolnosti vůči mnoha insekticidům. Zamoření tímto broukem může způsobit značné ekonomické ztráty. Konzumace kontaminovaných obilných produktů z obilí a semen může vést ke zdravotním problémům, např. podráždění kůže nebo gastrointestinálním potížím.

## Popis
Dospělí brouci jsou nahnědlí a načervenalí, o délce 1,6 – 3 mm. Larvy mají délku do 5 milimetrů a jsou pokryty hustými, červenohnědými chloupky. Stádium larvy může trvat čtyři až šest týdnů, ale může se prodloužit až na sedm let. Samci jsou tmavě hnědí nebo černí a samice jsou o něco větší a světlejší.
Délka života dospělého brouka se obvykle pohybuje mezi pěti až deseti dny. Preferuje horké a suché podmínky a lze ho nalézt v místech, kde se skladuje obilí a další potraviny.
Vajíčka tohoto rušníka jsou válcovitá s jedním koncem oblejším a druhým špičatým, o délce asi 0,7 mm a šířce asi 0,25 mm. Vajíčka jsou zpočátku mléčně bílá, ale během hodin dostanou nažloutlou barvu.

## Invazní druh
Rušník obilní pochází z jižní Asie, ale rozšířil se v mnoha zemích Středomoří, Blízkého východu, Asie a Afriky. Byl také objeven v Severní Americe. V roce 2017 byl poprvé zaznamenán na Srí Lance.
K jeho šíření přispívá kontejnerová přeprava. Druh produktu, ve kterém je brouk přepravován, může přispět k jeho schopnosti uchytit se v novém prostředí. Bylo zjištěno, že v mouce z ječmene a v rozdrcené pšenici žije významně více larev a dospělých brouků než v jiných obilných produktech.
Rušník obilní coby invazní druh nepředstavuje žádné přímé ekologické hrozby pro životní prostředí. Největší obavy z jeho šíření mají lidé, protože může přivodit značné hospodářské škody - ať už zničením skladovaného obilí nebo snížením životaschopnosti semen.